# Klębówka
Klębówka (ukr. Клембівка, Klembiwka) – wieś na Ukrainie, w obwodzie winnickim, w rejonie jampolskim.
W czasach Rzeczypospolitej wieś leżała w województwie bracławskim. Odpadła od Polski w wyniku II rozbioru.